# Pilatus PC-7
Pilatus PC-7 Turbo Trainer – jednosilnikowy lekki samolot szkolno-treningowy produkowany przez szwajcarskie przedsiębiorstwo Pilatus Aircraft. 

## Historia
Prototyp został oblatany w 1966 r. Wykorzystywany na całym świecie jako samolot szkolenia wstępnego, od wejścia do produkcji w 1979 Pilatus sprzedał ponad 500 tych maszyn, a wylatały one ponad milion godzin. Obecnie produkowana jest wersja PC-7 Mk II z kokpitem i kadłubem zbliżonym do Pilatus PC-9, napędzana silnikiem PT6A-25C o mocy 700 KM. Część z maszyn została przystosowana do podwieszania pod skrzydłami uzbrojenia, jako samoloty wsparcia były wykorzystywane bojowo przez Irak, Meksyk i Czad. Szczególnie złą sławę zyskały podczas wojny iracko-irańskiej, kiedy wyglądające niegroźnie irackie PC-7 zaatakowały bronią chemiczną Irańczyków oblegających port Al-Faw, niedaleko miasta Basra, zabijając nawet 8000 ludzi.

## Główni użytkownicy
- Angola : 25 PC-7
- Österreichische Luftstreitkräfte : 16 PC-7
- Boliwia : 24 PC-7
- Botswana : 7 PC-7 (1989-2012)
5 PC-7 Mk II (2012-)
- Tatmadaw Lei (ówcześnie Birma) : 18 PC-7
- Koninklijke Luchtmacht : 13 PC-7
- Królewskie Malezyjskie Siły Powietrzne : 46 PC-7
- Meksykańskie Siły Powietrzne: 88 PC-7
- South African Air Force : 60 PC-7 Mk II
- Szwajcarskie Siły Powietrzne i Swissair : 40+ PC-7/NCPC-7
- Indyjskie Siły Powietrzne : 75 PC-7 Mk II (zamówione, 2013-)[3]
- Irackie Siły Powietrzne : 52 PC-7
- Siły Powietrzne Islamskiej Republiki Iranu : 35 PC-7
- Siły Powietrzne Zjednoczonych Emiratów Arabskich : 24 PC-7

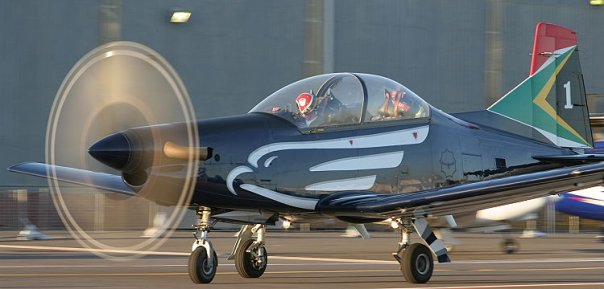
Pilatus PC-7 Mk II

## Podobne samoloty
- Beechcraft T-6 Texan II
- Embraer EMB 312 Tucano
- Embraer EMB 314 Super Tucano
- Pilatus PC-9
- Pilatus PC-21
- PZL-130 Orlik